# Glacera Blanc
La glacera Blanc és una glacera alpina, situat al departament dels Alts Alps. És d'altra banda la glacera més gran del Massís dels Escrinhs amb els seus cinc quilòmetres de llarg, i els seus 7 km² de superfície.

## Localització

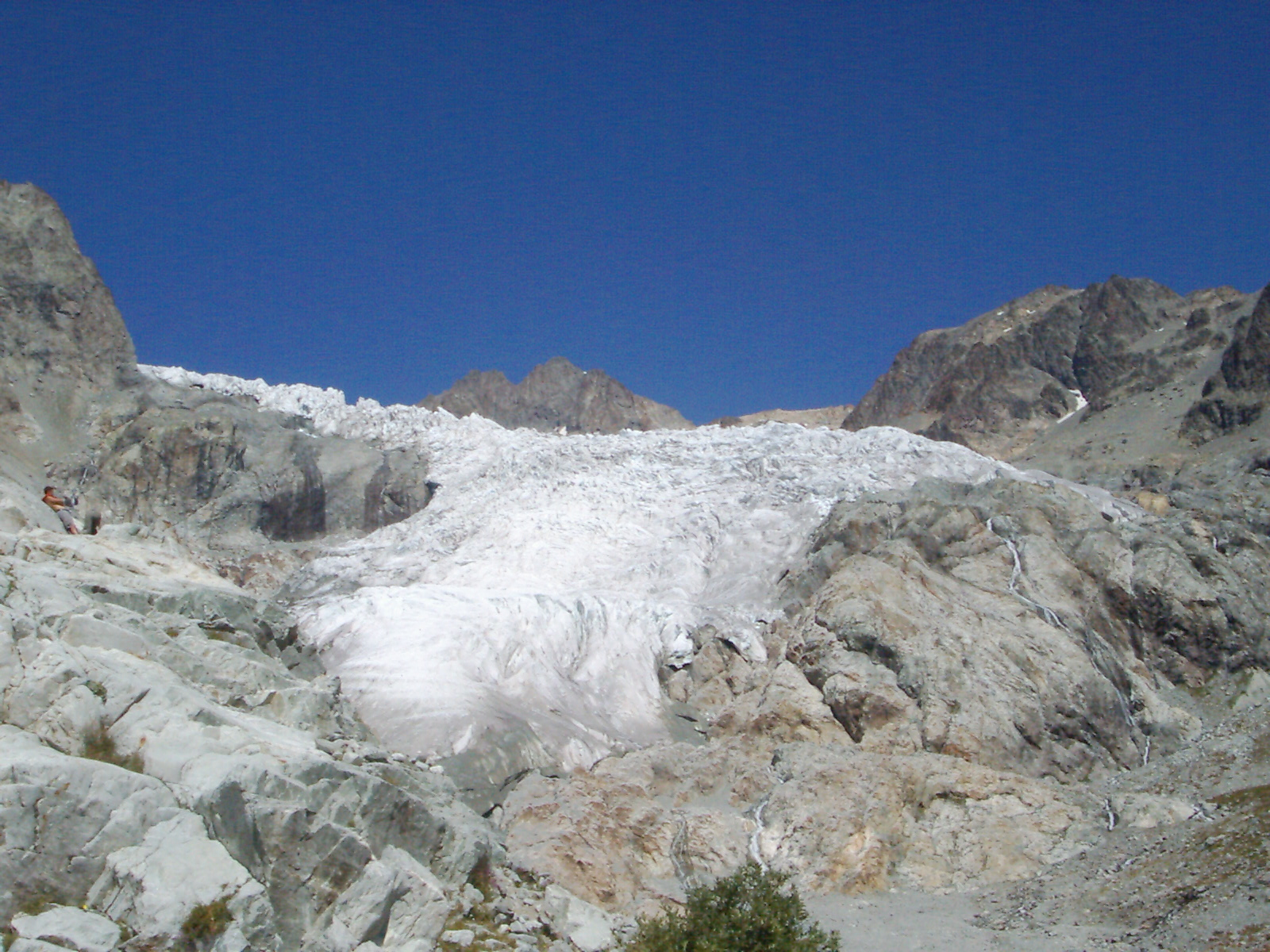
El front de la glacera el l'agost 2004

La glacera Blanc es troba al Parc Nacional dels Escrinhs, al nord del municipi de La Pissa. Comença cap als 4.000 metres d'altitud, sota el pic de la Barra dels Escrinhs (4.102 m), per acabar la seva cursa a 2.300 m d'altitud a prop del refugi de la Glacera Blanc. Dona accés a molts cims coneguts: Dòma de Nèu dels Escrinhs, Barra des Écrins, Roche Faurio, pic de Neige Cordier i la muntanya des Agneaux.
Al front de la glacera s'hi arriba fàcilment per un camí que arrenca al prat de Madame Carle. El refugi de la glacera Blanc permet passar una nit al peu de la glacera

## Característiques
Aquesta glacera que baixa del vessant nord de la Barra dels Escrinhs, d'una longitud de 5 km, té una forma còncava i arquejada, i el seu front és orientat cap al sud. La seva amplada, relativament constant, és entre 800 m i 1.000 m, i s'eleva a 1.500 m a l'estany superior, tenint en compte les petites glaceres que l'envolten. El seu gruix és d'aproximadament 200 m al nivell de l'estany superior. La seva superfície ha passat a menys de 7 km² després del retrocés dels últims anys.

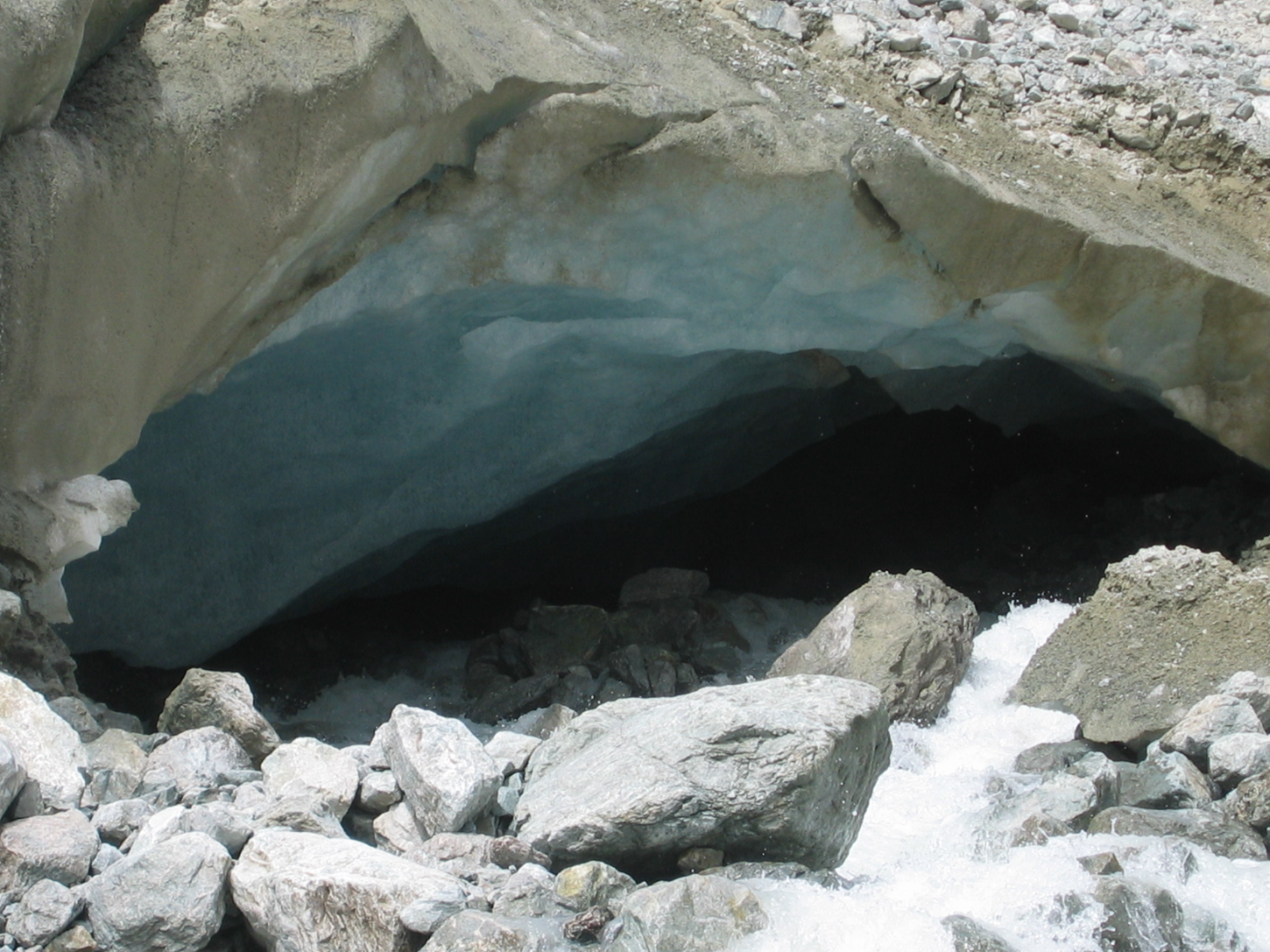
El torrent de la glacera a la seva sortida sota el front

Com està poc encaixat en el seu entorn muntanyós, només una lleugera superfície de roques sobresurt la glacera Blanc. Això suposa l'absència gairebé total de morrena sobre la superfície de la glacera, que té doncs una superfície blanca immaculada de pedres, i explica l'origen del seu qualificatiu « Blanc ».
La velocitat de vessament d'aquesta glacera no és regular en tots els seus nivells: a la sortida del seu estany d'alimentació és de 350 m per any, mentre que al nivell de la llengua només és de 50 metres per any.
La confluència del torrent emissari de la glacera Blanc, el Gyr, i el de la veïna glacera Noir forma el torrent de Saint-Pere.

## Ascensió
El sender per a la glacera arrenca a 1.870 metres d'altitud al prat de Madame Carle. Després d'aproximadament 700 m de desnivell s'arriba al front de la glacera Blanc i al refugi a 2.500 m d'altitud. A partir del refugi, un sender d'alta muntanya sobre la morrena de la glacera permet accedir a molts cims com la Barra dels Escrinhs entre d'altres, i a la Dòma de Nèu dels Escrinhs, l'estany superior d'alimentació de la glacera. Es pot igualment accedir al refugi dels Écrins a 3.170 m d'altitud situat sobre un contrafort de Roche Faurio.

## Història i retrocés

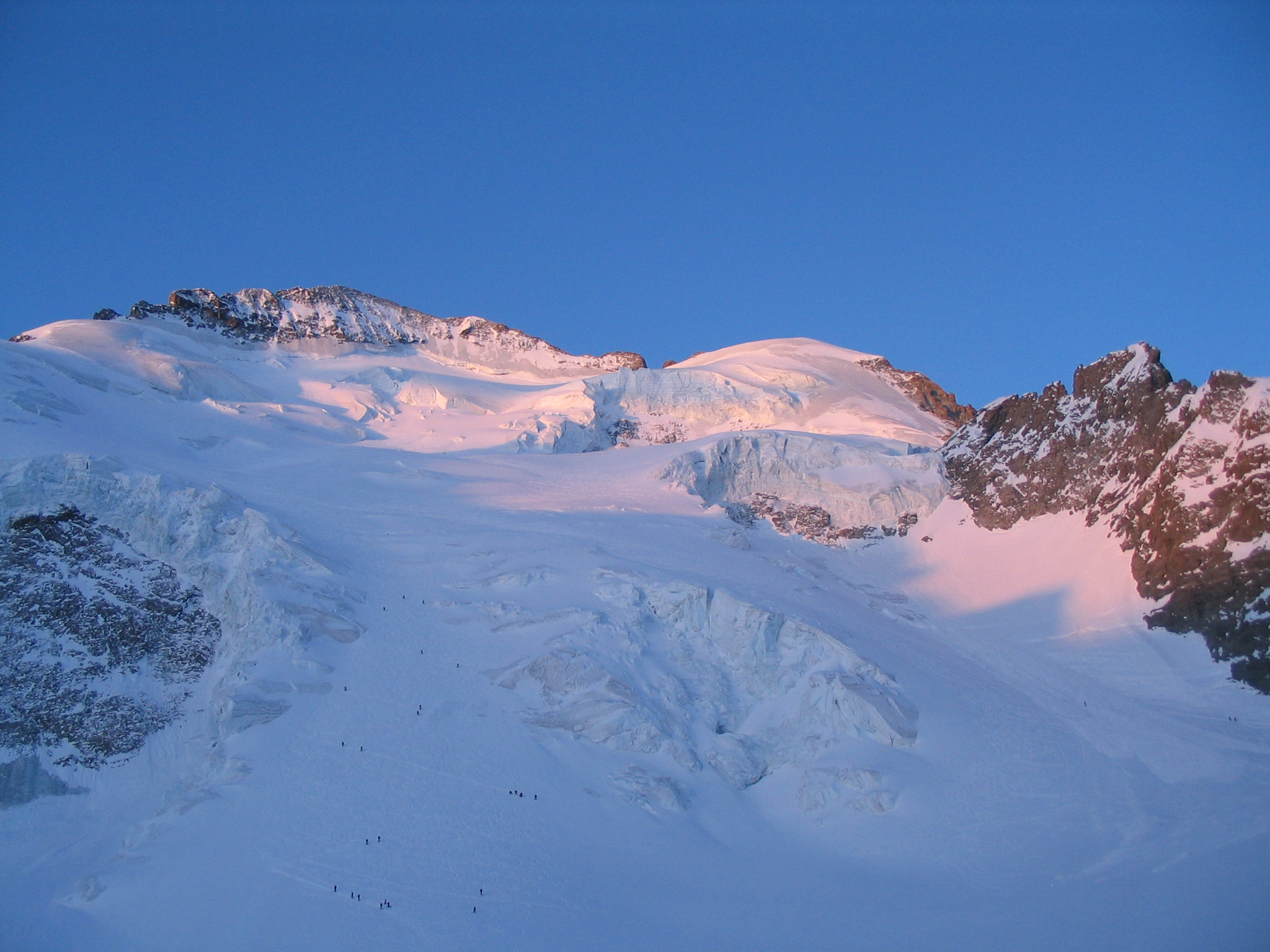
L'estany superior de la glacera Blanc, la Dôme des Écrins

Al segle xix la glacera Blanc i la glacera Noir en formaven una de sola amb dues branques. Des de llavors aquesta glacera ha començat lentament a retrocedir i a separar-se en dues glaceres diferents.
Des dels dos últims decennis, la longitud de la glacera disminueix cada vegada més ràpidament, i és avui de l'ordre dels cinc quilòmetres. El seu front ha retrocedit de 210 metres entre 1989 i 1999, a continuació novament 300 metres entre 2000 i 2006. Però en contrapartida ha tingut una acumulació important al seu estany superior
Entre 2002 i 2007, el balanç de massa anual de la glacera Blanc ha estat sempre deficitària. Per a l'any 2007 el seu dèficit s'establia a −0,44 m d'equivalència en aigua, amb una ablació corresponent a 1,65 m d'equivalència en aigua. Sobretot després de la fluixa acumulació hivernal, que era de 2,96 m de neu per a 1,21 m d'equivalència en aigua, mentre que la mitjana era llavors de 1,57 m. Però és millor que la mitjana dels 8 anys precedents (−0,60 m) i sobretot millor que els anys 2006 amb −0,80 m; 2005 amb −1,30 m, i −2,10 m amb la canícula de 2003. La glacera es va beneficiar l'any 2007 de la frescor passatgera de l'estiu i fins i tot d'algunes caigudes de neu que han alentit la fosa del gel.
Des de la tardor de 2007, l'aparició d'una gruta al gel sobre un replà a sobre del front i de dues esquerdes transversals, provoca una amenaça de fractura i de separació de la part inferior de la llengua, que desapareixeria ràpidament, i provocaria així el retrocés del front a més de 2.700 metres d'altitud.
L'any 2008, el balanç de massa de la glacera Blanc ha estat positiu, amb +0,21 m d'equivalència en aigua. L'acumulació ha estat de 1,88 m d'equivalència en aigua, per a una ablació de 1,67 m.

## Galeria

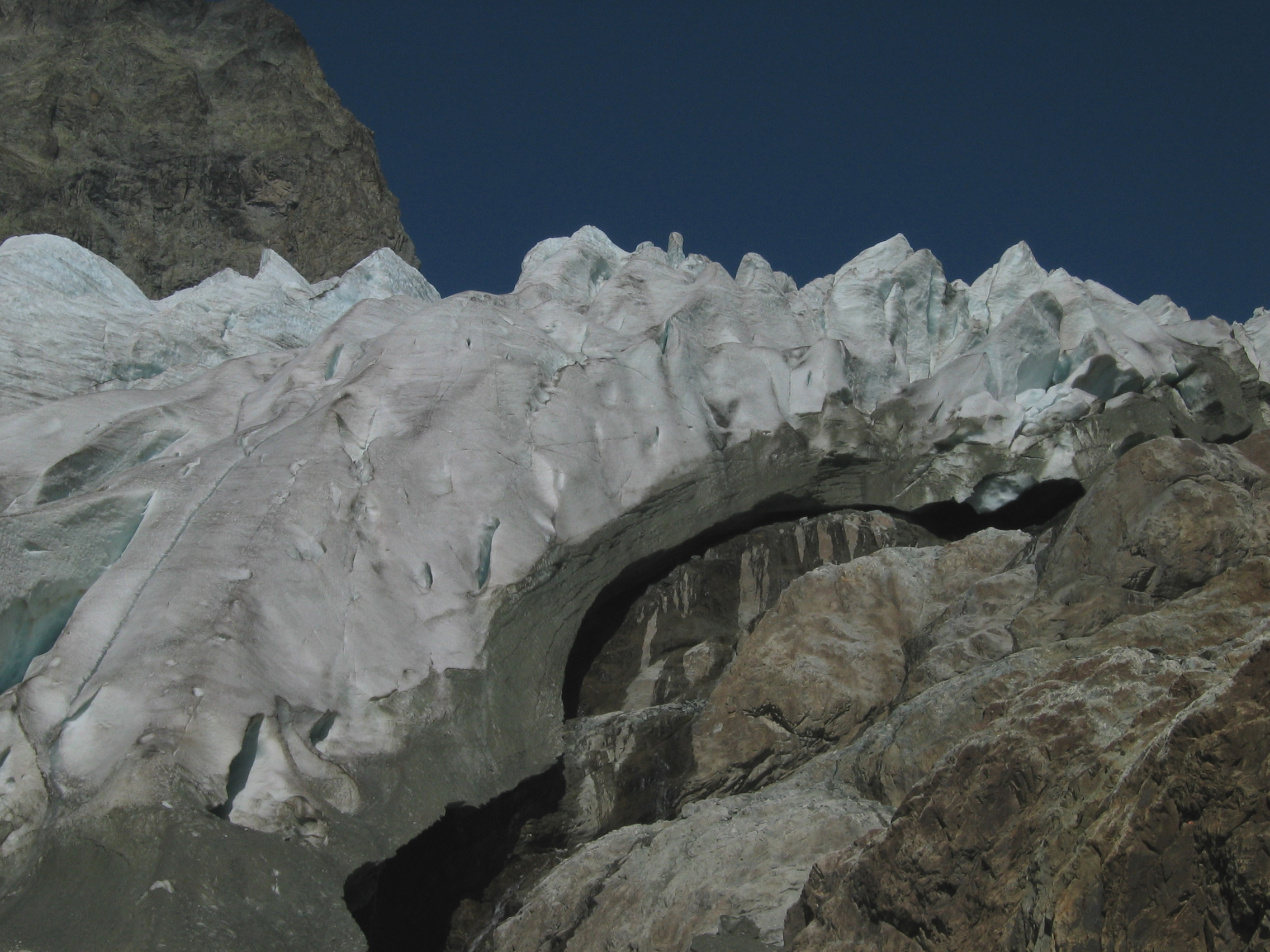
Séracs i front de la glacera l'any 2005
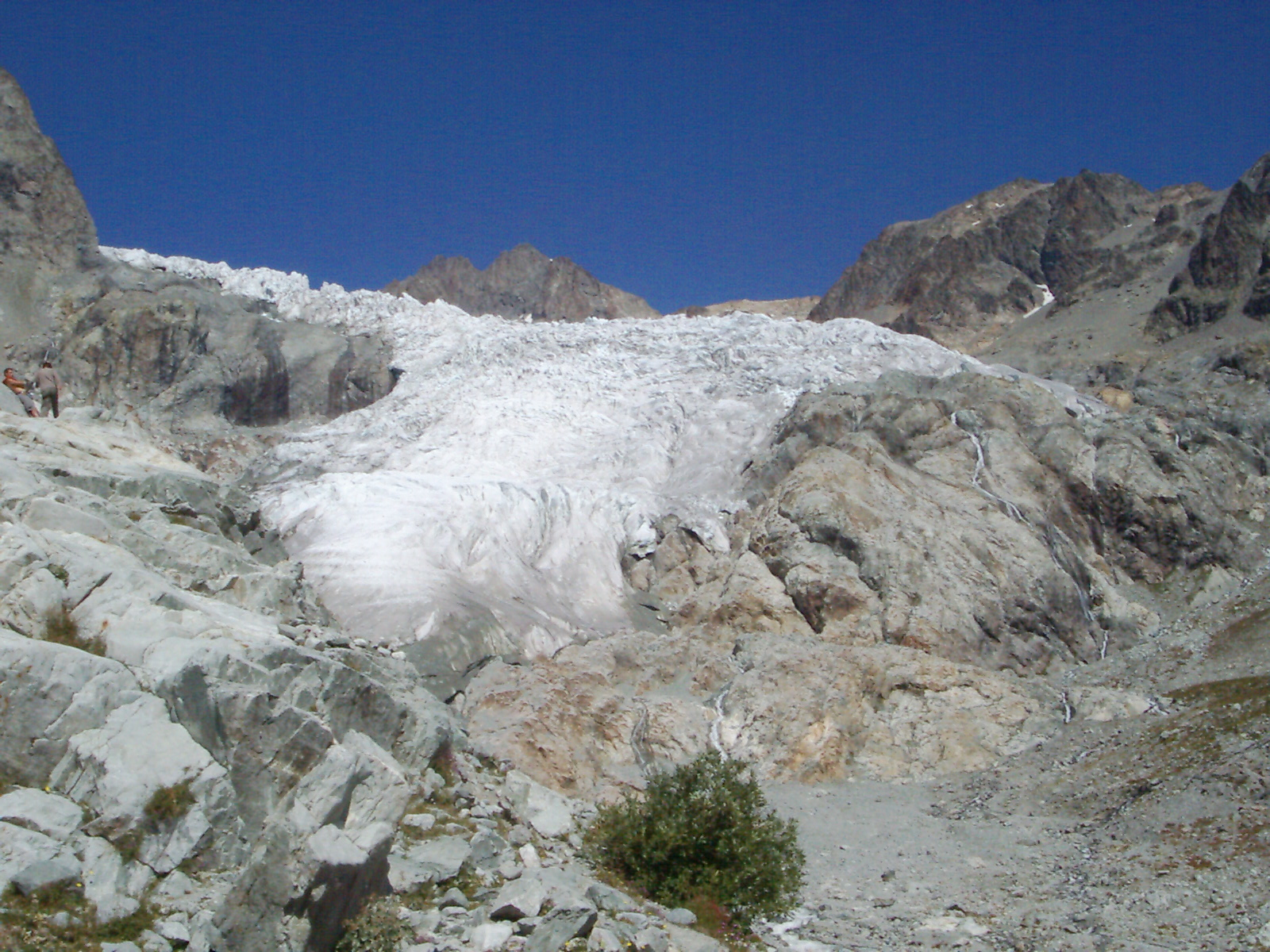
Llengua de la glacera l'any 2004
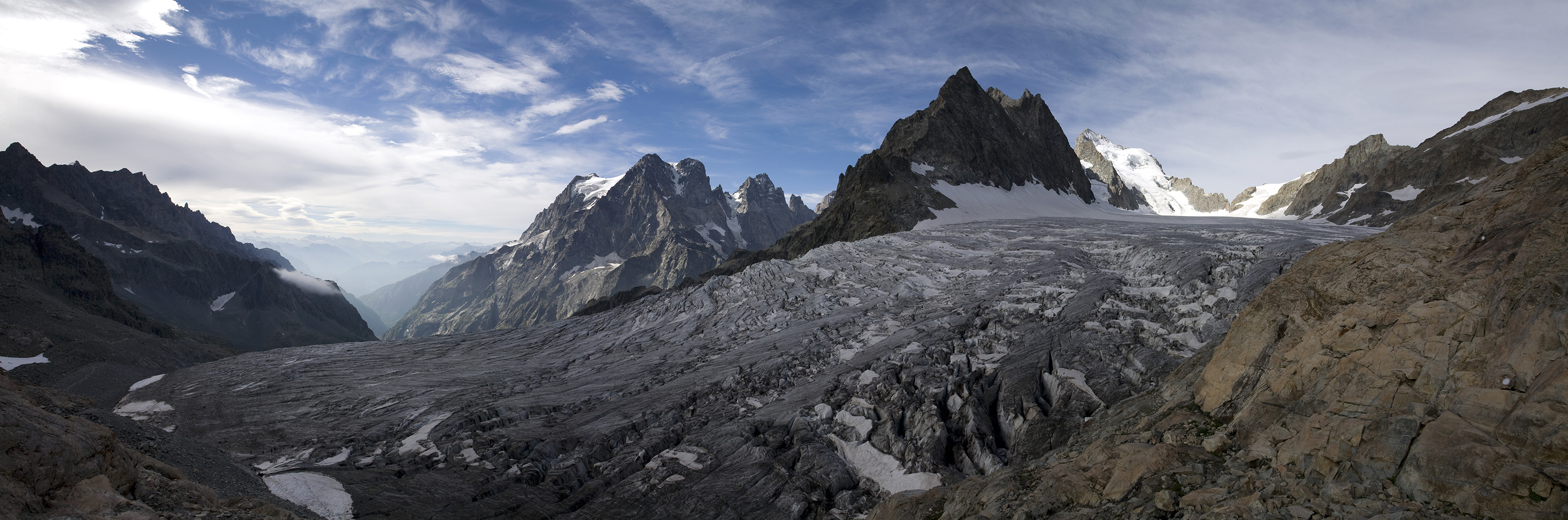
Vista panoràmica de la glacera l'any 2010